# Bitwa pod Borysowem
Bitwa pod Borysowem – starcie zbrojne, do którego doszło  w dniach 21–22 listopada 1812 roku podczas inwazji na Rosję.

## Przebieg
Cofający się spod Moskwy cesarz Napoleon I powierzył liczącej około 4 tysięcy żołnierzy dywizji Dąbrowskiego zabezpieczenie przeprawy przez most na Berezynie znajdujący się w Borysowie. Dąbrowski przybył do Borysowa 18–20 listopada. 21 listopada Polaków zaatakowało 8 tys. Rosjan pod dowództwem gen. Charles’a de Lamberta. Polacy podjęli kilkugodzinną nierówną walkę, a z drugiego brzegu polska bateria starała się wspomóc walczących. Po paru godzinach walki nadszedł rosyjski korpus gen. Langerona z 12–funtowymi działami które przesądziły wynik walki. Dąbrowski dla osłaniania uchodzącej na drugi brzeg piechoty wysunął się z lekkimi działami do połowy mostu. Z całej dywizji ostało się około 1000 piechurów, ułanów i artylerzystów z 6 działami. Gen. Dominik Dziewanowski, dowódca brygady 4 lekkiej dywizji jazdy został ciężko ranny i dostał się do niewoli rosyjskiej.
Następnego dnia przybył korpus Oudinota i połączył się z resztkami dywizji Dąbrowskiego. Polacy i Francuzi liczący teraz 8500 żołnierzy i mający silną artylerię wyparli Rosjan z Borysowa, ci jednak w odwrocie zniszczyli most. W tej sytuacji Napoleon I, chcąc przeprawić resztki swej Wielkiej Armii, zmuszony został zbudować mosty pod Studzianką i rozegrać sławną bitwę nad Berezyną.